# S Рака
S Рака (лат. S Cancri, S Cnc) — полностью затменная переменная звезда типа Алголя. Находится в созвездии Рака на расстоянии около 1000 световых лет от Солнца. Вне фаз затмения видимая звёздная величина составляет 8,35m (невооружённым глазом не видна), при затмении уменьшается до 10,3m. Орбитальный период пары равен 9,484 дня. Главный компонент пары — бело-голубая звезда главной последовательности класса В9 с поверхностной температурой 10 190 К, радиусом 2,23 R⊙ и массой 2,42 M⊙. Его спутник — оранжевый гигант или субгигант спектрального класса от G9 до K0 с поверхностной температурой 4858 К, радиусом 4,74 R⊙ и массой 0,23 M⊙. Отношение масс горячей и холодной звёзд необычно мало, 0,078 ± 0,016. Признаков перетекания вещества между звёздами не наблюдается. Расстояние между ними составляет 18,159×106 км, или 26,09 R⊙. Светимость горячей и холодной звезды составляет соответственно 1,69 и 1,08 L⊙.